# Wonderland (EP)
Wonderland es el segundo EP de la cantante estadounidense Jessica. La edición coreana contiene seis canciones publicada por Coridel Entertainment el 10 de diciembre de 2016, mientras que la edición en inglés contiene cuatro canciones (excluyendo «Beautiful» y «Tonight») y fue publicada el 30 de diciembre de 2016. El sencillo del mismo nombre fue publicado en el mismo día que el EP.
El álbum fue un éxito comercial, alcanzando el primer lugar en Gaon Album Chart y ha vendido más de 38 000 copias en Corea del Sur. Además alcanzó el puesto número siete en la lista de Álbumes Mundiales de los Estados Unidos.

## Lista de canciones
| Wonderland (Versión en coreano) |                       |                     | |          |  |
| N.º                             | Título                | Letras              | Música | Duración |  |
| 1.                              | «Wonderland»          | Jessica Jung        | Jessica Jung, Martin K Kleveland, Andrea Sjo, Engen Jens Hjerto, Marcus Ulstad Niksen, Eric «Vekz» Fernandez, Tatiana «Tatu» Matthews, Julien «Jdot» Cross, Karriem «Kmack» Mark | 3:19     |  |
| 2.                              | «Dancing on the Moon» | Jessica Jung        | Jessica Jung, Kleveland, Kim Ofstand, Vekz, Tatu, Jdot Kmack, Cory Kwon | 3:26     |  |
| 3.                              | «Celebrate»           | Jessica Jung        | Jessica Jung, Jdot, Tatu, Vekz, Kmack | 3:26     |  |
| 4.                              | «World of Dreams»     | Jessica Jung        | Jessica Jung, Jdot, Tatu, Vekz, Kmack | 3:29     |  |
| 5.                              | «Beautiful»           | Jessica Jung        | Jessica Jung, Jdot, Tatu, Vekz, Kmack | 4:26     |  |
| 6.                              | «Tonight»             | Jay Kim, Kim Je Hwi | Kim Je Hwi, Kim Hu Won | 3:41     |  |
| 21:22                           |                       |                     | |          |  |

| Wonderland (Versión en inglés) |                       |              | |          |  |
| N.º                            | Título                | Letras       | Música | Duración |  |
| 1.                             | «Wonderland»          | Jessica Jung | Jessica Jung, Martin K Kleveland, Andrea Sjo, Engen Jens Hjerto, Marcus Ulstad Niksen, Eric «Vekz» Fernandez, Tatiana «Tatu» Matthews, Julien «Jdot» Cross, Karriem «Kmack» Mark | 3:19     |  |
| 2.                             | «Dancing on the Moon» | Jessica Jung | Jessica Jung, Kleveland, Kim Ofstand, Vekz, Tatu, Jdot Kmack, Cory Kwon | 3:26     |  |
| 3.                             | «Celebrate»           | Jessica Jung | Jessica Jung, Jdot, Tatu, Vekz, Kmack | 3:26     |  |
| 4.                             | «World of Dreams»     | Jessica Jung | Jessica Jung, Jdot, Tatu, Vekz, Kmack | 3:29     |  |
| 13:07                          |                       |              | |          |  |

## Poscionamiento en listas
| Lista (2016)                               | Mejor posición |
| ------------------------------------------ | -------------- |
| Japón (Oricon)                             | 85             |
| Corea del Sur (Gaon)                       | 1              |
| Estados Unidos US World Albums (Billboard) | 7              |

### Lista de fin de año
| Lista (2016)         | Posición |
| -------------------- | -------- |
| Corea del Sur (Gaon) | 75       |

## Historial de lanzamiento
| Región        | Lanzamiento             | Edición          | Formato            | Distribuidora         |
| ------------- | ----------------------- | ---------------- | ------------------ | --------------------- |
| Mundo         | 10 de diciembre de 2016 | Descarga digital | Edición en coreano | Coridel Entertainment |
| Corea del Sur | 13 de diciembre de 2016 | CD               | Edición en coreano | Coridel Entertainment |
| Mundo         | 30 de diciembre de 2016 | Descarga digital | Edición en inglés  | Coridel Entertainment |